# UEFAチャンピオンズリーグ
UEFAチャンピオンズリーグ（ウエファチャンピオンズリーグ、略称：UCL、英: UEFA Champions League）は、欧州サッカー連盟の主催で毎年9月から翌年の5月にかけて行われる、クラブチームによるサッカーの大陸選手権大会である。1955年にヨーロピアン・チャンピオン・クラブズ・カップとして始まった。当初は各リーグの優勝クラブによる大会だったが、1990年代に参加クラブ数と資格が拡大された。

## 概要
クラブサッカーにおける世界最高峰の大会であり、世界で最もレベルの高いサッカーの大会であるとみなされている。決勝戦のテレビ視聴者数は、毎年2億人を超える。
1960年から2004年まで、本大会の勝者はインターコンチネンタルカップに参加し、南米大陸のコパ・リベルタドーレス勝者と対戦した。2005年以降は、FIFA主催のクラブワールドカップへの出場権を自動的に得ることになっている。またUEFAヨーロッパリーグの優勝者と戦うUEFAスーパーカップにも参加が可能となる。さらにFIFAクラブワールドカップに変わり2024年から開催のFIFAインターコンチネンタルカップへの参加も可能となる。

## 歴史

### チャンピオンズカップ時代
本大会は1955年に、フランスのスポーツ誌レキップの記者・編集者だったガブリエル・アノの提案により、「ヨーロピアン・チャンピオン・クラブズ・カップ European Champion Clubs' Cup」という名称で開始された。1950年代の欧州では経済統合の機運が高まっており、サッカー界でも1954年に欧州サッカー連盟 (UEFA)が設立されている。UEFAは当初各国代表チームによる欧州選手権実現に向け動いていたが、アノがUEFAを説得し、各国から1クラブ選抜した全16クラブの第1回大会を開催した。初回はレキップによりファンを集められるクラブが招待されたが、第2回大会から各国のリーグ王者に出場権が与えられた。
当初は各国リーグの優勝クラブと当大会の前年度優勝クラブのみが出場するホーム&アウェーの2試合の合計スコアで争われるノックアウト方式の大会だったが、1990年代に入ると下記のように大会形式が次々と変更されていった。
1991-1992シーズン
4クラブ×2グループのリーグ戦を導入（1991-92,1992-93シーズンではリーグ戦の1位が決勝に進出。1993-94シーズンではリーグ戦の上位2クラブが準決勝に進出）。

### チャンピオンズリーグ時代
1992-1993シーズン
大会名がヨーロッパチャンピオンズリーグに変更。ユニフォームの袖に大会公式ワッペンを付けることが義務づけられた。
1994-1995シーズン
ホーム&アウェーの総当り戦による4クラブ×4グループのリーグ戦を導入（上位2クラブが決勝トーナメントに進出）。UEFAランキング上位国の優勝クラブと前年度優勝クラブの計8クラブが本大会（グループステージ）のシード権を獲得。それ以外の国のクラブで予選を行って、勝ち上がったクラブが本大会に出場する。
1996-1997シーズン
大会名がヨーロッパチャンピオンズリーグからUEFAチャンピオンズリーグに変更。アンセム、大会公式球の導入。
1997-1998シーズン
従来からの国内リーグ1位のクラブに加えて、ランキング上位8ヶ国の国内リーグ2位のクラブにも出場権が認められた。但し、国内リーグ2位のクラブは予選で勝ち上がる必要がある。本大会出場クラブが16クラブから24クラブへ増加し、グループも4から6へ増加した（グループステージへのシード権の条件は変更なし）。これに伴い、グループステージでの決勝トーナメント進出条件が変更され、各グループ1位の6クラブと2位の中で最も成績の良かった上位2クラブの計8クラブが決勝トーナメントに進出する方式に変更された。
1999-2000シーズン
予選方式、本大会方式が大幅に変更された。これはUEFAカップウィナーズカップが廃止されたための変更であるが、1990年代後半から水面下で動いていたスーパーリーグ構想にUEFAが対処しなければならなかったという見方が強い。
本大会の出場クラブは、24クラブから32クラブへ拡大し、ランキング上位国に与えられる出場枠は予選枠を含めて最大で4クラブに増加。前年度優勝クラブは引き続きグループステージへのシード権を得るが、4つの出場枠を持つ国で前年度優勝クラブがリーグ5位以下に終わった場合、国内協会は前年度優勝クラブと4位のクラブのいずれを出場させるか選択する必要があった。1999-2000シーズンは当大会で優勝したレアル・マドリードがリーガ5位に終わったが、当時のリーガでのチャンピオンズリーグ出場権獲得条件により、2000-2001シーズンは前シーズンの上位3クラブと当大会で前シーズンに優勝したレアル・マドリードがチャンピオンズリーグに出場し、リーガ4位のレアル・サラゴサはUEFAカップ出場となった。
予選なしで本大会に出場できるクラブも8クラブから16クラブへ拡大され（15+前年度優勝クラブ）、出場枠がUEFAランキング上位9カ国（前年度優勝枠次第で10カ国）、そのうちランキング上位6カ国は上位2クラブへ変更された。 グループステージは従来からの1次グループステージに加えて2次グループステージが追加導入され、1次グループステージ（4クラブ×8グループ）、2次グループステージ（4クラブ×4グループ）共に、各グループ上位2クラブが通過という条件になった。また、1次グループステージで3位に入ったクラブは、UEFAカップに回ることになった。
しかし、リーグ拡大に伴って試合数も増加し、2次グループステージに進出したクラブは最低でも12試合を消化しなければならず、さらに決勝戦に進出した場合は合計で17試合も消化しなければならないため、試合数の増加による疲労の蓄積や怪我の続出、レベルの低下が懸念されたことから、各クラブや選手、監督の間で不満が続出し、後に2003-04シーズンでの大会システム変更に繋がった。
2003-2004シーズン
本大会の出場クラブ数は32クラブであるが、過密日程の元凶となっていた2次グループステージを廃止して、決勝トーナメント出場クラブ数が8チームから16クラブへ変更されたことで、各クラブや選手、監督の間で不評だった部分が一部解消されている。これにより、グループステージで消化しなければならない試合数は6試合へと減少、決勝戦までに消化する試合数は最大で17試合から13試合へ減少しており、試合数の増加に伴う疲労の蓄積と怪我の問題、試合レベルの低下がある程度是正された。
2006-2007シーズン
前年度優勝クラブは、各国の出場枠に関わらずグループステージにシードされることとなった（当該クラブが国内リーグで3位以下となり、出場権を確保していない場合、当該国の最下位の出場枠のクラブがUEFAカップに押し出される）。
2004-05シーズンに優勝したリヴァプールがプレミアリーグではリーグ5位に終わり、1999-2000シーズンに優勝したレアル・マドリードと同様の現象が発生した。しかし、イングランドのサッカー協会は、2005-06シーズンにリヴァプールではなく、4位のエヴァートンを出場させることを選択したため、リヴァプールは本来ならば2005-06シーズンはUEFAカップに回る事となるはずだったが、王者としての防衛権の必要性から、特例としてイングランドに5枠目が与えられ、予選1回戦からの参加となったことが契機となり改正された（参考（英語））。
2009-2010シーズン
予選なしで本大会に出場できるクラブが16クラブから22クラブへと拡大され（21+前年度優勝クラブ）、出場枠がUEFAランキング上位9カ国から12カ国（前年度優勝枠次第で13カ国）、ランキング上位3カ国は上位2クラブから3クラブへと変更された。予選が国内リーグ優勝クラブ予選と国内リーグ上位クラブ予選の二つの経路に分かれた。予選が3回戦から4回戦へと拡大され、4回戦はプレーオフと命名された。上位クラブ予選は3回戦とプレーオフのみとなる。
2012-2013シーズン
カップタイドルールが変更。UCLの予選、UELの予選のみに前所属クラブで出場歴がある選手に関して、前所属クラブが本大会に進出していても新たな所属クラブで本大会に登録できるようになった。
2015-2016シーズン
前年度UEFAヨーロッパリーグ優勝クラブにも出場権が与えられるようになる（グループステージかプレーオフから参加。前年度UCL優勝クラブが国内リーグ成績により出場枠を獲得し、前年度優勝枠が空いていた場合、グリープリーグから出場。空いていない場合は、ランキング13位以下の国の優勝クラブの場合は優勝クラブ予選プレーオフへ、そうでない場合は上位クラブ予選プレーオフへ回る）。これに伴い1ヶ国からの出場クラブ数の上限が4から5へと拡大。
2018-2019シーズン
予選なしで出場できるチームが22クラブから26クラブへ拡大され、UEFAランキング上位4カ国の4クラブはいずれも予選なしで出場できるようになった。また前年度ヨーロッパリーグ優勝クラブも必ずグループステージからの出場へと変更。
カップタイドルール（冬の移籍期間に移籍した選手は、前所属クラブでグループステージに出場歴のある場合、移籍先のクラブで決勝トーナメントに出場できない）が廃止。
2019-2020シーズン
プレーオフからビデオ・アシスタント・レフェリー (VAR)の使用を開始した。
新型コロナウィルスの世界的な感染拡大に伴い、決勝トーナメントラウンド16の第2レグのうち3月第2週の4試合は実施（ただし2試合は無観客試合）されたが、3月第3週に予定されていた4試合は延期された後、8月に無観客試合にて開催された。
決勝トーナメント準々決勝以降の全ての試合は、1試合決着方式での短期集中開催に変更され、開催場所も中立地（ポルトガル・リスボンのエスタディオ・ダ・ルスとエスタディオ・ジョゼ・アルヴァラーデ）にて行われることになった。
2020-2021シーズン
新型コロナウイルス感染症対策のため、2019-20シーズン後半戦同様に選手・監督・スタッフらは引き続きPCR検査が義務付けられた。
2021-2022シーズン
大会予選からアウェーゴール・ルールの廃止を決定した。
2024-2025シーズン
本大会の出場枠が36チームに拡大。前シーズンのUEFAの大会における成績をもとにしたポイントランキング上位2つの国に本大会出場の追加枠（ヨーロピアン・パフォーマンス・スポット: EPS）が与えられることになった。4チーム×8組のグループステージが廃止され、単一のリーグにおいて各チームが異なるチームとホームとアウェイで4試合ずつ計8試合を行うリーグフェーズが導入された。リーグフェーズの上位8チームがそのままラウンド16に進出。9位から24位のチームはプレーオフを2試合戦い、プレーオフに勝利したチームがラウンド16に進む。なお、25位以下のチームはUELに回らず敗退となる。

## 開催方式

### 出場枠
UEFAに加盟する各国地域内での前年度リーグ戦の上位クラブが参加できる。国別の出場枠およびどのレベルから参加できるかは、UEFAランキングのカントリーランキングで決まる。リヒテンシュタインには国内リーグ戦がないため、チャンピオンズリーグの出場枠がない。
2024-25シーズン以降の出場枠は以下のとおり。
1. UEFAランキング1位から5位の国の上位4クラブ
2. UEFAランキング6位の国の上位3クラブ
3. UEFAランキング7位から15位の国の上位2クラブ
4. UEFAランキング16位以下の国の1位クラブ
5. 前シーズンのUEFAチャンピオンズリーグ優勝クラブ
6. 前シーズンのUEFAヨーロッパリーグ優勝クラブ
7. 前シーズンのUEFAの大会における成績をもとにしたポイントランキング上位2か国のリーグフェーズ出場権を得ていないクラブのうち最上位のクラブ（ヨーロピアン・パフォーマンス・スポット: EPS）

2023-24シーズンまでは1か国から出場できるのは最大5クラブまでであったが2024-25シーズン以降はその制限がなくなった。したがって、5と6のクラブがUEFAランキング1位から5位の国で、かつ7の枠を獲得した国から出て、両クラブとも前シーズンの国内リーグの成績がチャンピオンズリーグのリーグフェーズ出場権獲得圏外だった場合最大7クラブが出場できる。
|                             | 本大会シード | チャンピオンズ・パス予選 （優勝クラブ予選）                                    | チャンピオンズ・パス予選 （優勝クラブ予選） | リーグ・パス予選 （上位クラブ予選）                                                                            | リーグ・パス予選 （上位クラブ予選） |
|                             | 初登場 | 初登場                                                                         | 前ラウンド勝利                              | 初登場 | 前ラウンド勝利                      |
| --------------------------- | --- | ------------------------------------------------------------------------------ | ------------------------------------------- | --- | ----------------------------------- |
| 予選1回戦 （32クラブ）      | | 32クラブ - 23位から55位の国の国内リーグ優勝クラブ （リヒテンシュタインを除く） |                                             | |                                     |
| 予選2回戦 （30クラブ）      | | 8クラブ - 15位から22位の国の国内リーグ優勝クラブ                               | 16クラブ                                    | 6クラブ - 10位から15位の国の国内リーグ準優勝のクラブ                                                           |                                     |
| 予選3回戦 （20クラブ）      | |                                                                                | 12クラブ                                    | 5クラブ - 5位の国の国内リーグ4位クラブ - 6位の国の国内リーグ3位クラブ - 7位から9位の国の国内リーグ準優勝クラブ | 3クラブ                             |
| プレーオフ （14クラブ）     | | 4クラブ - 11位から14位の国の国内リーグ優勝クラブ                               | 6クラブ                                     | | 4クラブ                             |
| リーグフェーズ （36クラブ） | 29クラブ - 前年度UCL優勝クラブ - 前年度UEL優勝クラブ - 1位から10位の国の国内リーグ優勝クラブ - 1位から6位の国の国内リーグ準優勝クラブ - 1位から5位の国の国内リーグ3位クラブ - 1位から4位の国の国内リーグ4位クラブ - 前シーズンの成績が最も良かった2か国のクラブで、リーグフェーズ出場権を得ていない最上位クラブ |                                                                                | 5クラブ                                     | | 2クラブ                             |

2018-19シーズン以降、2023-24シーズンまでは以下のとおりであった。
1. UEFAランキング1位から4位の国の上位4クラブ
2. UEFAランキング5位から6位の国の上位3クラブ
3. UEFAランキング7位から15位の国の上位2クラブ
4. UEFAランキング16位以下の国の1位クラブ
5. 前年度UEFAチャンピオンズリーグ優勝クラブ
6. 前年度UEFAヨーロッパリーグ優勝クラブ

ただし1か国から出場できるのは最大5クラブまでである。
従って5、6のクラブがUEFAランキング1位から4位の同一国から出て、かつ両クラブとも前年度国内リーグの成績が5位以下であった場合、その国の前年度リーグ4位クラブは出場資格を失い、ヨーロッパリーグ出場権を得る事になる。
|                               | 本大会シード | チャンピオンズ・パス予選 （優勝クラブ予選）                                    | チャンピオンズ・パス予選 （優勝クラブ予選） | リーグ・パス予選 （上位クラブ予選）                                                    | リーグ・パス予選 （上位クラブ予選） |
|                               | 初登場 | 初登場                                                                         | 前ラウンド勝利                              | 初登場                                                                                 | 前ラウンド勝利                      |
| ----------------------------- | --- | ------------------------------------------------------------------------------ | ------------------------------------------- | -------------------------------------------------------------------------------------- | ----------------------------------- |
| 予備予選 （4クラブ）          | | 4クラブ - 52位から55位の国の国内リーグ優勝クラブ                               |                                             |                                                                                        |                                     |
| 予選1回戦 （34クラブ）        | | 33クラブ - 18位から51位の国の国内リーグ優勝クラブ （リヒテンシュタインを除く） | 1クラブ                                     |                                                                                        |                                     |
| 予選2回戦 （26クラブ）        | | 3クラブ - 15位から17位の国の国内リーグ優勝クラブ                               | 17クラブ                                    | 6クラブ - 10位から15位の国の国内リーグ準優勝のクラブ                                   |                                     |
| 予選3回戦 （20クラブ）        | | 2クラブ - 13位から14位の国の国内リーグ優勝クラブ                               | 10クラブ                                    | 5クラブ - 7位から9位の国の国内リーグ準優勝クラブ - 5位から6位の国の国内リーグ3位クラブ | 3クラブ                             |
| プレーオフ （12クラブ）       | | 2クラブ - 11位から12位の国の国内リーグ優勝クラブ                               | 6クラブ                                     |                                                                                        | 4クラブ                             |
| グループステージ （32クラブ） | 26クラブ - 前シーズンUCL優勝クラブ - 前シーズンUEL優勝クラブ - 1位から10位の国の国内リーグ優勝クラブ - 1位から6位の国の国内リーグ準優勝クラブ - 1位から4位の国の国内リーグ3位・4位クラブ |                                                                                | 4クラブ                                     |                                                                                        | 2クラブ                             |

### 本大会出場36クラブの構成
2024-25シーズン以降の本大会出場36クラブの構成は以下のとおり。
- UEFAランキング1位から4位の国の上位4クラブ (16)
- UEFAランキング5位の国の上位3クラブ（3）
- UEFAランキング6位の国の上位2クラブ (2)
- UEFAランキング7位から10位の国の1位クラブ (4)
- チャンピオンズ・パス予選（優勝クラブ予選）を勝ち上がったUEFAランキング11位以下の国の1位クラブ (5)
- リーグ・パス予選（上位クラブ予選）を勝ち上がったUEFAランキング5位から15位の国の2位から4位クラブ (2)
- UEFAチャンピオンズリーグ前年度優勝クラブもしくはUEFAランキング11位から55位の国の1位クラブの中でクラブランキングの最上位クラブ (1)
- UEFAヨーロッパリーグ前年度優勝クラブもしくは予選参加クラブの中でクラブランキングの最上位クラブ (1)

（ただし、国内リーグ2位以下のクラブが該当する場合、1位のクラブが本大会に出場枠に入っていることを原則とする。）
- 直前シーズンのUEFAの大会における成績をもとにしたポイントランキング上位2か国の追加チーム（ヨーロピアン・パフォーマンス・スポット: EPS）(2)。

（前年度UCL優勝クラブの国内リーグ成績が本大会出場権獲得圏内の場合、UEFAランキング11位から55位の国の優勝クラブのうち、クラブランキングの最上位クラブが予選を免除され、本大会の出場権を得る。前年度UEL優勝クラブの国内リーグ成績が本大会出場権獲得圏内の場合、予選参加クラブのうち、本大会の出場権を得ていないクラブの中でクラブランキングの最上位クラブが予選を免除され、本大会の出場権を得る）
2018-19シーズン以降、2023-24シーズンまでの本大会出場32クラブの構成は以下のとおりであった。
- UEFAランキング1位から4位の国の上位4クラブ (16)
- UEFAランキング5位から6位の国の上位2クラブ (4)
- UEFAランキング7位から10位の国の1位クラブ (4)
- チャンピオンズ・パス予選（優勝クラブ予選）を勝ち上がったUEFAランキング11位以下の国の1位クラブ (4)
- リーグ・パス予選（上位クラブ予選）を勝ち上がったUEFAランキング5から15位の国の2位～3位クラブ (2)
- UEFAチャンピオンズリーグ前年度優勝クラブもしくはUEFAランキング11位の国の1位クラブ (1)
- UEFAヨーロッパリーグ前年度優勝クラブもしくはUEFAランキング5位の国の3位クラブ (1)

（前年度CL優勝クラブの国内リーグ成績が本大会出場権獲得圏内の場合、UEFAランキング11位の国の優勝クラブが予選を免除され、本大会の出場権を得る。前年度UEL優勝クラブの国内リーグ成績が本大会出場権獲得圏内の場合、UEFAランキング5位の国の3位クラブが予選を免除され、本大会の出場権を得る）
| 順位     | 本大会 | 予選 | 99-00      | 00-01        | 01-02        | 02-03        | 03-04        | 04-05          | 05-06        | 06-07          | 07-08        | 08-09          |
| -------- | ------ | ---- | ---------- | ------------ | ------------ | ------------ | ------------ | -------------- | ------------ | -------------- | ------------ | -------------- |
| 1        | 2      | 2    | イタリア   | イタリア     | スペイン     | スペイン     | スペイン     | スペイン       | スペイン     | ☆              | スペイン     | スペイン       |
| 2        | 2      | 2    | ドイツ     | スペイン     | イタリア     | イタリア     | イタリア     | イタリア       | イングランド | イングランド   | イタリア     | ☆              |
| 3        | 2      | 2    | スペイン   | ドイツ       | ☆            | イングランド | イングランド | イングランド   | イタリア     | イタリア       | イングランド | イタリア       |
| 4        | 2      | 1    | フランス   | フランス     | フランス     | ドイツ       | ドイツ       | ドイツ         | ドイツ       | フランス       | フランス     | フランス       |
| 5        | 2      | 1    | オランダ   | オランダ     | イングランド | フランス     | フランス     | フランス       | フランス     | ドイツ         | ドイツ       | ドイツ         |
| 6        | 2      | 1    | ☆          | イングランド | オランダ     | オランダ     | ギリシャ     | ギリシャ       | ポルトガル   | ポルトガル     | ポルトガル   | ポルトガル     |
| 7        | 1      | 1    | ポルトガル | ロシア       | ロシア       | トルコ       | オランダ     | ☆              | ギリシャ     | オランダ       | オランダ     | ルーマニア     |
| 8        | 1      | 1    | ギリシャ   | ギリシャ     | チェコ       | ギリシャ     | トルコ       | オランダ       | オランダ     | ギリシャ       | ギリシャ     | オランダ       |
| 9        | 1      | 1    | チェコ     | ポルトガル   | ギリシャ     | ロシア       | ポルトガル   | スコットランド | チェコ       | ベルギー       | ロシア       | ロシア         |
| 10       | 0か1   | 2か1 | ノルウェー | ★            | ポルトガル   | ★            | ★            | トルコ         | トルコ       | スコットランド | ★            | スコットランド |
| 前回優勝 | 1      | -1   |            | スペイン     |              | スペイン     | イタリア     |                | ※            |                | イタリア     |                |
| 予選     |        |      | 16         | 16           | 16           | 16           | 16           | 16             | 16           | 16             | 16           | 16             |

☆：前年度UCL優勝クラブが、国内リーグ成績で本大会出場枠獲得圏内であるため、ランキング10位の国の優勝クラブが予選免除。

★：前年度UCL優勝クラブが、国内リーグ成績で本大会出場枠獲得圏外であるが、本大会にシードされる。代わりに当該クラブの所属国の予選からの出場枠が1つ減少する。ランキング10位の国の優勝クラブは予選から出場。

※：特例として、国別の本来の出場枠にプラスして、前年度UCL優勝クラブが、予選からの出場が認められる。ランキング10位の国の優勝クラブは予選免除。
| 順位     | 本大会 | 予選 | 09-10          | 10-11          | 11-12        | 12-13        | 13-14        | 14-15        | 15-16        | 16-17        | 17-18        |
| -------- | ------ | ---- | -------------- | -------------- | ------------ | ------------ | ------------ | ------------ | ------------ | ------------ | ------------ |
| 1        | 3      | 1    | イングランド   | イングランド   | イングランド | イングランド | イングランド | ☆            | ○            | ○            | ○            |
| 2        | 3      | 1    | ☆              | スペイン       | ☆            | スペイン     | スペイン     | イングランド | イングランド | イングランド | ドイツ       |
| 3        | 3      | 1    | イタリア       | ☆              | イタリア     | ドイツ       | ☆            | ドイツ       | ドイツ       | ドイツ       | イングランド |
| 4        | 2      | 1    | フランス       | ドイツ         | ドイツ       | イタリア     | イタリア     | イタリア     | イタリア     | イタリア     | イタリア     |
| 5        | 2      | 1    | ドイツ         | フランス       | フランス     | フランス     | ポルトガル   | ポルトガル   | ポルトガル   | ポルトガル   | ポルトガル   |
| 6        | 2      | 1    | ロシア         | ロシア         | ロシア       | ポルトガル   | フランス     | フランス     | フランス     | フランス     | フランス     |
| 7        | 1      | 1    | ルーマニア     | ウクライナ     | ウクライナ   | ロシア       | ロシア       | ウクライナ   | ロシア       | ロシア       | ロシア       |
| 8        | 1      | 1    | ポルトガル     | オランダ       | ルーマニア   | ウクライナ   | オランダ     | ロシア       | オランダ     | ウクライナ   | ウクライナ   |
| 9        | 1      | 1    | オランダ       | ルーマニア     | ポルトガル   | オランダ     | ウクライナ   | オランダ     | ウクライナ   | オランダ     | ベルギー     |
| 10       | 1      | 1    | スコットランド | ポルトガル     | オランダ     | トルコ       | ギリシャ     | トルコ       | ベルギー     | ベルギー     | オランダ     |
| 11       | 1      | 1    | トルコ         | トルコ         | トルコ       | ギリシャ     | トルコ       | ベルギー     | トルコ       | スイス       | トルコ       |
| 12       | 1      | 1    | ウクライナ     | ギリシャ       | ギリシャ     | デンマーク   | ベルギー     | ギリシャ     | ギリシャ     | トルコ       | スイス       |
| 13       | 0か1   | 2か1 | ベルギー       | スコットランド | スイス       | ★            | デンマーク   | スイス       | ●            | ●            | ●            |
| 前回優勝 | 1      | -1   |                |                |              | イングランド |              |              |              |              |              |
| EL優勝   | 1      | -1   |                |                |              |              |              |              | スペイン     | スペイン     | イングランド |
| 予選     |        |      | 10             | 10             | 10           | 10           | 10           | 10           | 10           | 10           | 10           |

☆：前年度UCL優勝クラブが、国内リーグ成績で本大会出場枠獲得圏内であるため、ランキング13位の国の優勝クラブが予選免除。

★：前年度UCL優勝クラブが、国内リーグ成績で本大会出場枠獲得圏外であるが、本大会にシードされる。代わりに当該クラブの所属国の予選からの出場枠が1つ減少する。ランキング13位の国の優勝クラブは予選から出場。

○●：前年度UCL優勝クラブが、国内リーグ成績で本大会出場枠獲得圏内であるため、前年度UEL優勝クラブが予選免除。ランキング13位の国の優勝クラブは予選から出場。
| 順位     | 本大会 | 予選 | 18-19        | 19-20        | 20-21        | 21-22      | 22-23          | 23-24          |
| -------- | ------ | ---- | ------------ | ------------ | ------------ | ---------- | -------------- | -------------- |
| 1        | 4      | 0    | ★☆           | スペイン     | ☆            | スペイン   | イングランド   | ★              |
| 2        | 4      | 0    | ドイツ       | ★☆           | イングランド | ★          | ★              | スペイン       |
| 3        | 4      | 0    | イングランド | イタリア     | イタリア     | ドイツ     | イタリア       | イタリア       |
| 4        | 4      | 0    | イタリア     | ドイツ       | ★            | イタリア   | ドイツ         | ドイツ         |
| 5        | 2か3   | 1か0 | フランス     | フランス     | フランス     | フランス   | フランス       | フランス       |
| 6        | 2      | 1    | ロシア       | ロシア       | ロシア       | ポルトガル | ポルトガル     | ポルトガル     |
| 7        | 1      | 1    | ポルトガル   | ポルトガル   | ポルトガル   | ロシア     | オランダ       | オランダ       |
| 8        | 1      | 1    | ウクライナ   | ウクライナ   | ベルギー     | ベルギー   | ベルギー       | オーストリア   |
| 9        | 1      | 1    | ベルギー     | ベルギー     | ウクライナ   | ウクライナ | オーストリア   | スコットランド |
| 10       | 1      | 1    | トルコ       | トルコ       | トルコ       | オランダ   | スコットランド | セルビア       |
| 11       | 0か1   | 2か1 | チェコ       | オーストリア | オランダ     | トルコ     | ウクライナ     | ウクライナ     |
| 前回優勝 | 1      |      |              |              |              |            |                |                |
| EL優勝   | 1      |      |              |              |              | スペイン   | ドイツ         | スペイン       |
| 予選     |        |      | 6            | 6            | 6            | 6          | 6              | 6              |

★：前年度UCL優勝クラブが、国内リーグ成績で本大会出場枠獲得圏内であるため、ランキング11位の国の優勝クラブが予選免除。

☆：前年度UEL優勝クラブが、国内リーグ成績で本大会出場枠獲得圏内であるため、ランキング11位の国の優勝クラブが予選免除。

★☆：前年度UCL優勝クラブとUEL優勝クラブが、国内リーグ成績で本大会出場枠獲得圏内であるため、ランキング11位の国の優勝クラブとランキング5位の国の3位のクラブが予選免除。
| 順位     | 本大会 | 予選 | 24-25          | 25-26        |
| -------- | ------ | ---- | -------------- | ------------ |
| 1        | 4      | 0    | イングランド   | イングランド |
| 2        | 4      | 0    | ★              | イタリア     |
| 3        | 4      | 0    | ○              | スペイン     |
| 4        | 4      | 0    | ☆○             | ドイツ       |
| 5        | 3      | 1    | フランス       | フランス     |
| 6        | 2      | 1    | オランダ       | オランダ     |
| 7        | 1      | 1    | ポルトガル     | ポルトガル   |
| 8        | 1      | 1    | ベルギー       | ベルギー     |
| 9        | 1      | 1    | スコットランド | トルコ       |
| 10       | 1      | 1    | オーストリア   | チェコ       |
| 前回優勝 | 1      |      |                |              |
| EL優勝   | 1      |      |                |              |
| 予選     |        |      | 7              | 7            |

★：前シーズンUCL優勝クラブが、国内リーグ成績で本大会出場枠獲得圏内であるため、チャンピオンズ・パス予選（優勝クラブ予選）参加クラブのうちクラブランキング最上位クラブが予選免除。

☆：前シーズンUEL優勝クラブが、国内リーグ成績で本大会出場枠獲得圏内であるため、予選参加クラブのうちクラブランキング最上位クラブが予選免除。

○：前シーズンのUEFAの大会における成績をもとにしたポイントランキング上位2か国には本大会出場枠が1枠追加（ヨーロピアン・パフォーマンス・スポット: EPS）。
2022年ロシアのウクライナ侵攻により、2022-23シーズンからロシアを欧州の大会に出場することをUEFAは禁じている。

### 予選
予選はチャンピオンズ・パス（優勝クラブ予選）とリーグ・パス（上位クラブ予選）の2つのルートで行われる。予選は全て1対1のホーム・アンド・アウェー方式で行われる。組み合わせ抽選は、シーズン開幕時に確定したクラブランキングに従ってシード分けした上で行われる。

#### チャンピオンズ・パス（国内リーグ優勝クラブ予選）
予選1回戦
UEFAランキング23位から55位の国のうち、国内にリーグ戦を有さないリヒテンシュタインを除く国のリーグ戦優勝クラブ32クラブによって争われ、勝者16クラブが予選2回戦進出。敗退したクラブは、UECLの予選2回戦に進出する。
予選2回戦
UEFAランキング15位から22位の国のリーグ戦優勝クラブ8クラブと予選1回戦の勝者16クラブの計24クラブによって争われ、勝者12クラブが予選3回戦進出。敗退したクラブは、UELの予選3回戦に進出する。
予選3回戦
予選2回戦の勝者12クラブによって争われ、勝者6クラブがプレーオフ進出。敗退したクラブは、UELのプレーオフに進出する。
プレーオフ
UEFAランキング11位から14位の国のリーグ戦優勝クラブ4クラブと予選3回戦の勝者6クラブの計10クラブによって争われ、勝者5クラブがリーグフェーズへ進出。敗退したクラブは、UELのリーグフェーズに進出する。
前シーズンのUCL・UEL優勝クラブが、国内リーグの成績で本大会出場権を獲得した場合やランキング11位以下の国の優勝クラブだった場合などは枠組みが変動する。空いた枠には、前ラウンドのクラブのうちクラブランキングの最上位のクラブが移動する。

#### リーグ・パス（国内リーグ上位クラブ予選）
予選2回戦
UEFAランキング10位から15位の国のリーグ戦2位クラブ6クラブによって争われ、勝者3クラブが予選3回戦進出。敗退したクラブは、UELの予選3回戦に進出する。
予選3回戦
UEFAランキング5位の国のリーグ戦4位クラブ、UEFAランキング6位の国のリーグ戦3位クラブ、UEFAランキング7位から9位の国の2位クラブ3クラブおよび予選2回戦の勝者3クラブの計8クラブによって争われ、勝者4クラブがプレーオフ進出。敗退したクラブは、UELのリーグフェーズに進出する。
プレーオフ
予選3回戦の勝者4クラブによって争われ、勝者2クラブが本大会リーグフェーズへ進出。敗退したクラブは、UELのリーグフェーズに進出する。
前シーズンのUCL・UEL優勝クラブの国内リーグ成績が上記に該当する順位だった場合や、前シーズンのUEL優勝クラブが国内リーグの成績で本大会出場権を獲得した場合などは枠組みが変動する。空いた枠には、前ラウンドのクラブのうちクラブランキングの最上位のクラブが移動する。

### 本大会の概要
開催日は基本的に火曜日と水曜日であるが、UELとUECLが開催がない週は木曜日にも開催され、リーグフェーズの最終節は水曜日の同時開催となる。また、決勝戦は土曜日に開催される。決勝戦は、5月の最終水曜になることが多かったが、2009-10シーズンから土曜開催になった。

#### リーグフェーズ
2024-25シーズンから本大会の参加チームが36チームとなり、グループステージにかわって36チームが1つのリーグを形成するリーグフェーズが導入された。リーグフェーズで各チームは異なるチームとホームとアウェーで4試合ずつ計8試合を行い、1位から8位までがラウンド16に進出し、9位から24位までが決勝トーナメントプレーオフに進出する。25位から36位のチームはそのまま敗退となる（従来のグループステージのようにUELに回ることはなくヨーロッパの大会から離脱する）。
対戦相手はクラブランキングによって9チームずつに分けられた4つのポット（前シーズンのチャンピオンズリーグ優勝チームは必ずポット1）から2チームずつ選ばれ、1つのポットの対戦相手とはそれぞれホームとアウェーで試合を行う。原則としてリーグフェーズでは同じ協会のクラブとの対戦は行わず、1つの協会のクラブとの対戦は2チームまでとなる。

#### 決勝トーナメント
決勝トーナメントは、下記のようにリーグフェーズの順位によりあらかじめ決められた組み合わせにしたがって行われる。
|  | 決勝トーナメントプレーオフ |  |         | ラウンド16 |  |  | 準々決勝 |  |  | 準決勝 |  |  | 決勝 |
|  |                            |  |         |            |  |  |          |  |  |        |  |  |      |
|  | #1                         |  |         |            |  |  |          |  |  |        |  |  |      |
|  |                            |  |         |            |  |  |          |  |  |        |  |  |      |
|  | 17位/18位                  |  |         |            |  |  |          |  |  |        |  |  |      |
|  |                            |  |         |            |  |  |          |  |  |        |  |  |      |
|  | 15位/16位                  |  |         |            |  |  |          |  |  |        |  |  |      |
|  | #1の勝者                   |  |         |            |  |  |          |  |  |        |  |  |      |
|  |                            |  |         |            |  |  |          |  |  |        |  |  |      |
|  |                            |  | 1位/2位 |            |  |  |          |  |  |        |  |  |      |
|  |                            |  |         |            |  |  |          |  |  |        |  |  |      |
|  |                            |  |         |            |  |  |          |  |  |        |  |  |      |
|  |                            |  |         |            |  |  |          |  |  |        |  |  |      |
|  |                            |  |         |            |  |  |          |  |  |        |  |  |      |
|  | #2                         |  |         |            |  |  |          |  |  |        |  |  |      |
|  |                            |  |         |            |  |  |          |  |  |        |  |  |      |
|  | 23位/24位                  |  |         |            |  |  |          |  |  |        |  |  |      |
|  |                            |  |         |            |  |  |          |  |  |        |  |  |      |
|  | 9位/10位                   |  |         |            |  |  |          |  |  |        |  |  |      |
|  | #2の勝者                   |  |         |            |  |  |          |  |  |        |  |  |      |
|  |                            |  |         |            |  |  |          |  |  |        |  |  |      |
|  |                            |  | 7位/8位 |            |  |  |          |  |  |        |  |  |      |
|  |                            |  |         |            |  |  |          |  |  |        |  |  |      |
|  |                            |  |         |            |  |  |          |  |  |        |  |  |      |
|  |                            |  |         |            |  |  |          |  |  |        |  |  |      |
|  |                            |  |         |            |  |  |          |  |  |        |  |  |      |
|  | #3                         |  |         |            |  |  |          |  |  |        |  |  |      |
|  |                            |  |         |            |  |  |          |  |  |        |  |  |      |
|  | 21位/22位                  |  |         |            |  |  |          |  |  |        |  |  |      |
|  |                            |  |         |            |  |  |          |  |  |        |  |  |      |
|  | 11位/12位                  |  |         |            |  |  |          |  |  |        |  |  |      |
|  | #3の勝者                   |  |         |            |  |  |          |  |  |        |  |  |      |
|  |                            |  |         |            |  |  |          |  |  |        |  |  |      |
|  |                            |  | 5位/6位 |            |  |  |          |  |  |        |  |  |      |
|  |                            |  |         |            |  |  |          |  |  |        |  |  |      |
|  |                            |  |         |            |  |  |          |  |  |        |  |  |      |
|  |                            |  |         |            |  |  |          |  |  |        |  |  |      |
|  |                            |  |         |            |  |  |          |  |  |        |  |  |      |
|  | #4                         |  |         |            |  |  |          |  |  |        |  |  |      |
|  |                            |  |         |            |  |  |          |  |  |        |  |  |      |
|  | 19位/20位                  |  |         |            |  |  |          |  |  |        |  |  |      |
|  |                            |  |         |            |  |  |          |  |  |        |  |  |      |
|  | 13位/14位                  |  |         |            |  |  |          |  |  |        |  |  |      |
|  | #4の勝者                   |  |         |            |  |  |          |  |  |        |  |  |      |
|  |                            |  |         |            |  |  |          |  |  |        |  |  |      |
|  |                            |  | 3位/4位 |            |  |  |          |  |  |        |  |  |      |
|  |                            |  |         |            |  |  |          |  |  |        |  |  |      |
|  |                            |  |         |            |  |  |          |  |  |        |  |  |      |
|  |                            |  |         |            |  |  |          |  |  |        |  |  |      |
|  |                            |  |         |            |  |  |          |  |  |        |  |  |      |
|  | #5                         |  |         |            |  |  |          |  |  |        |  |  |      |
|  |                            |  |         |            |  |  |          |  |  |        |  |  |      |
|  | 20位/19位                  |  |         |            |  |  |          |  |  |        |  |  |      |
|  |                            |  |         |            |  |  |          |  |  |        |  |  |      |
|  | 14位/13位                  |  |         |            |  |  |          |  |  |        |  |  |      |
|  | #5の勝者                   |  |         |            |  |  |          |  |  |        |  |  |      |
|  |                            |  |         |            |  |  |          |  |  |        |  |  |      |
|  |                            |  | 4位/3位 |            |  |  |          |  |  |        |  |  |      |
|  |                            |  |         |            |  |  |          |  |  |        |  |  |      |
|  |                            |  |         |            |  |  |          |  |  |        |  |  |      |
|  |                            |  |         |            |  |  |          |  |  |        |  |  |      |
|  |                            |  |         |            |  |  |          |  |  |        |  |  |      |
|  | #6                         |  |         |            |  |  |          |  |  |        |  |  |      |
|  |                            |  |         |            |  |  |          |  |  |        |  |  |      |
|  | 22位/21位                  |  |         |            |  |  |          |  |  |        |  |  |      |
|  |                            |  |         |            |  |  |          |  |  |        |  |  |      |
|  | 12位/11位                  |  |         |            |  |  |          |  |  |        |  |  |      |
|  | #6の勝者                   |  |         |            |  |  |          |  |  |        |  |  |      |
|  |                            |  |         |            |  |  |          |  |  |        |  |  |      |
|  |                            |  | 6位/5位 |            |  |  |          |  |  |        |  |  |      |
|  |                            |  |         |            |  |  |          |  |  |        |  |  |      |
|  |                            |  |         |            |  |  |          |  |  |        |  |  |      |
|  |                            |  |         |            |  |  |          |  |  |        |  |  |      |
|  |                            |  |         |            |  |  |          |  |  |        |  |  |      |
|  | #7                         |  |         |            |  |  |          |  |  |        |  |  |      |
|  |                            |  |         |            |  |  |          |  |  |        |  |  |      |
|  | 24位/23位                  |  |         |            |  |  |          |  |  |        |  |  |      |
|  |                            |  |         |            |  |  |          |  |  |        |  |  |      |
|  | 10位/9位                   |  |         |            |  |  |          |  |  |        |  |  |      |
|  | #7の勝者                   |  |         |            |  |  |          |  |  |        |  |  |      |
|  |                            |  |         |            |  |  |          |  |  |        |  |  |      |
|  |                            |  | 8位/7位 |            |  |  |          |  |  |        |  |  |      |
|  |                            |  |         |            |  |  |          |  |  |        |  |  |      |
|  |                            |  |         |            |  |  |          |  |  |        |  |  |      |
|  |                            |  |         |            |  |  |          |  |  |        |  |  |      |
|  |                            |  |         |            |  |  |          |  |  |        |  |  |      |
|  | #8                         |  |         |            |  |  |          |  |  |        |  |  |      |
|  |                            |  |         |            |  |  |          |  |  |        |  |  |      |
|  | 18位/17位                  |  |         |            |  |  |          |  |  |        |  |  |      |
|  |                            |  |         |            |  |  |          |  |  |        |  |  |      |
|  | 16位/15位                  |  |         |            |  |  |          |  |  |        |  |  |      |
|  | #8の勝者                   |  |         |            |  |  |          |  |  |        |  |  |      |
|  |                            |  |         |            |  |  |          |  |  |        |  |  |      |
|  |                            |  | 2位/1位 |            |  |  |          |  |  |        |  |  |      |
|  |                            |  |         |            |  |  |          |  |  |        |  |  |      |
|  |                            |  |         |            |  |  |          |  |  |        |  |  |      |
|  |                            |  |         |            |  |  |          |  |  |        |  |  |      |
|  |                            |  |         |            |  |  |          |  |  |        |  |  |      |

リーグフェーズの9位から24位までのチームは、ラウンド16進出をかけて決勝トーナメントプレーオフに出場する。9位から16位までのチームがシードチーム、17位から24位までのチームがノーシードチームとなりシードチームとノーシードチームが対戦する。
ラウンド16では、リーグフェーズから直接進出した1位から8位までのチームがシードチーム、プレーオフを勝ち上がったチームがノーシードチームとなりシードチームとノーシードチームが対戦する。
決勝トーナメントは準決勝まではホーム・アンド・アウェー方式とし、2試合の通算得点が同じ場合は2試合目の試合後に前後半15分の延長戦を行う。それでも勝者が決まらない場合はPK戦で勝者を決定する。決勝戦は事前にUEFAにより決定された試合地での1試合決着とし、90分で決しない場合は延長戦を行い、さらに決しない場合はPK戦となる。

#### 抽選のシステム（2023-24シーズンまで）
グループステージでは、まず32クラブを8クラブずつ4つのポットに分ける。前年度優勝クラブ、前年度UEL(ヨーロッパリーグ)優勝クラブ及びUEFAカントリーランキングの上位6か国の優勝クラブをポット1に、残りの24クラブをUEFAクラブ係数に基づいてポット2～4に振り分ける。なお、前年度優勝クラブ、前年度UEL優勝クラブが上位6か国の優勝クラブである場合は、カントリーランキング7位、8位の優勝クラブがポット1に入る。各ポットからA-Hの8つのグループに1クラブずつ抽選される。その際に同国のクラブが同じグループに入らないように考慮される。
また、グループA-Dを赤色、E-Hを青色とし、同じ国から2クラブ出場する場合はペア、3クラブ出場する場合は2クラブがペア、4クラブ出場する場合は2組のペアとし、ペア同士が同じ色のグループに入らないように抽選する（例えば同じ国からクラブYとクラブZが出場する場合、YがグループA-Dのどれかに入ればZは自動的にグループE-Hのどれかに入ることになる）。これは、1節毎に片方の色のグループから試合をしたら、翌日にはもう片方の色のグループの試合を行い、同国クラブの戦う曜日に原則国内のホームゲームは1クラブにするために行われる。他にも2015-16シーズン以降ウクライナ情勢により、ウクライナとロシアのクラブが同じグループに入らないように考慮されている。
抽選後にコンピュータによりグループ内での序列を計算し、同国チームのホームとアウェーが被らないように調整する（序列1はAHAHHA、序列2はHAHAAHとなりH&Aが対になっている。序列3はAHHAHA、序列4はHAAHAHである）。同じ色のグループに同じ国から2クラブ出場の場合は1と2との対、もしくは3と4との対になるように調整し、同じ国内で同じ曜日にホームゲームが行われることはなくなる。ただし例外として2006-07シーズンにロシアからCSKAモスクワとスパルタク・モスクワの2クラブが出場した。ロシアは気温が低いのでグループステージの最終戦が行なわれる12月にホームゲームを避けるために両クラブとも最終戦をアウェーで戦った（このためホームとアウェーを別々に行なえたのはグループステージ全6節中2節だけになった）。なお、同じく気温が低く2クラブ出場の可能性があるノルウェーのクラブが2クラブ出場する場合も同様の措置を採ることになっている（2005-06シーズンに可能性があった）。
ラウンド16ではグループステージ1位のクラブが異なるグループの2位のクラブが当たるように抽選する。その際もグループステージの抽選と同様にカントリープロテクションとウクライナ情勢による制限、そしてグループステージで同じ組だったクラブとは再戦しないなどが考慮される。抽選はグループステージ2位の8クラブの玉を入れたポット、1位のクラブについてそれぞれ複数の玉を入れた8つのポット、そして1位のクラブを抽選するための空のポットの計10ポットを用意して行われる。まず2位のクラブのポットから1クラブを選び、前述の条件により対戦可能なクラブの玉を空のポットに入れて抽選することで組み合わせが決まる。この作業を8カード決まるまで繰り返す。
ラウンド16が終わると準々決勝・準決勝の組み合わせ抽選が行われる。準々決勝以降はカントリープロテクションもシード分けも考慮されない。従って、同国クラブ同士の対戦と同一グループステージのクラブとの再戦の可能性が生じる。ポットは勝ち残った8クラブの玉の入れた1つのみ。1つずつ引いて2クラブが選ばれる毎に1カードが決まり、4カード全て決まるまで抽選を行う。
なお、2012-13～2017-18シーズンは準々決勝終了後に準決勝の抽選が別途行われた。勝ち残った4クラブの玉の入ったポットと試合順を決めるポットの2つあり、まず準々決勝の時と同様に2クラブ選ばれたら1カードが決まり、残りの2クラブも実質的に決まるも最後まで抽選を行う。その後最初に決まった対戦カードからの正式な試合順を決める抽選を行う。

### 選手登録のルール
各クラブは、事前に選手のAリストとBリストを提出。Aリストは25名までで、以下の制限がある。
- うち2人はGKでなければならない。
- 8人以上が「自国育成選手」でなければならず、さらにそのうちの4人以上が「クラブ内育成選手」でなければならない
（「自国育成選手」とは「協会域内育成選手」と「クラブ内育成選手」を含めた総称である。「クラブ内育成選手」とは15歳(選手が15歳になるシーズンの始まり)から、21歳(21歳になる季節の終わり)までの間に国籍関係なく、継続するしないにかかわらず、当該のクラブに完全な3シーズン(そのクラブが所属するリーグの開幕戦から最終戦まで)、もしくは36ヶ月在籍した選手を指す。「協会域内育成選手」とは15歳(選手が15歳になるシーズンの始まり)から、21歳(21歳になる季節の終わり)までの間に国籍関係なく、継続するしないにかかわらず、当該のクラブ、または当該のクラブが所属するサッカー協会に属するクラブに完全な3シーズン(そのクラブが所属するリーグの開幕戦から最終戦まで)、もしくは36ヶ月在籍した選手を指す。）
- 予選ではラウンド毎に期限までに提出。本大会グループステージに向けて提出したリストは基本的に大会終了まで変更不可だが、年明けの決勝トーナメント開始前の時期に限り3人まで登録選手の入れ替え・追加が可能。

Bリストには、試合前日の24:00（中央ヨーロッパ時間）までに申請すれば、登録資格のある選手を無制限に登録できる。Bリストへの登録資格は、シーズン開幕21年前の年の1月1日以降に生まれた選手で、15歳の誕生日以降、継続して2年以上当該クラブに所属歴がある選手とする。 16歳の選手の場合は、2年以上継続して在籍していれば登録可能とする。

## 賞金
2024-25シーズンからの例。
総額は24億5800万ユーロに上る。
内訳は以下の通り
- プレーオフ敗退: 429万ユーロ
- リーグフェーズ出場: 1862万ユーロ
- リーグフェーズでの勝利（1試合あたり）: 210万ユーロ
- リーグフェーズでの引き分け（1試合あたり）: 70万ユーロ
- リーグフェーズの順位によるボーナス: 36位が27万5000ユーロで順位が1つ上がる毎に27万5000ユーロ加算されていき1位は990万ユーロ。加えて1位から8位のクラブに200万ユーロ、9位から16位のクラブに100万ユーロ。
- 決勝トーナメントプレーオフ進出: 100万ユーロ
- ラウンド16進出: 1100万ユーロ
- 準々決勝進出: 1250万ユーロ
- 準決勝進出: 1500万ユーロ
- 準優勝: 1850万ユーロ
- 優勝: 2500万ユーロ

上記はラウンド進出ごとに加算されることを意味している。そのためリーグフェーズで全勝して1位となり優勝した場合の額は1億1082万ユーロとなる。
加えて総額8億5300万ユーロが、各国のマーケットや過去のUEFAの大会におけるパフォーマンスなどにより定められたランキングに基づき配分される。
2012-13シーズンの場合、ユヴェントスは賞金の合計2050万ユーロに加え、マーケットプール4481万5000ユーロが加算され6531万5000ユーロとなる。これは優勝したバイエルン・ミュンヘンの賞金3600万ユーロ、マーケットプールの1900万ユーロ、合計5500万ユーロよりも多い。
2021-22シーズンで優勝したレアル・マドリードは、総額1億3665万ユーロを得たとされる。
2010年代以降はテレビ放映権料の上昇などにより、CL出場クラブへの賞金（配分金）額は大きく上昇した。2006-07シーズンの配分金総額は約5.85億ユーロであったが、2015/16シーズンには約13.5億ユーロに、2022/23シーズンには約20.2億ユーロに達している。

## 結果
| 年度                     | 優勝                         | 結果                     | 準優勝                       | 会場                                           |
| UEFAチャンピオンズカップ | UEFAチャンピオンズカップ     | UEFAチャンピオンズカップ | UEFAチャンピオンズカップ     | UEFAチャンピオンズカップ                       |
| ------------------------ | ---------------------------- | ------------------------ | ---------------------------- | ---------------------------------------------- |
| 1955-56                  | レアル・マドリード           | 4 - 3                    | スタッド・ランス             | パルク・デ・プランス（パリ）                   |
| 1956-57                  | レアル・マドリード           | 2 - 0                    | フィオレンティーナ           | サンティアゴ・ベルナベウ（マドリード）         |
| 1957-58                  | レアル・マドリード           | 3 - 2 aet                | ミラン                       | ヘイゼル（ブリュッセル）                       |
| 1958-59                  | レアル・マドリード           | 2 - 0                    | スタッド・ランス             | ネッカー（シュトゥットガルト）                 |
| 1959-60                  | レアル・マドリード           | 7 - 3                    | フランクフルト               | ハムデン・パーク（グラスゴー）                 |
| 1960-61                  | ベンフィカ                   | 3 - 2                    | バルセロナ                   | ヴァンクドルフ（ベルン）                       |
| 1961-62                  | ベンフィカ                   | 5 - 3                    | レアル・マドリード           | オリンピスフ（アムステルダム）                 |
| 1962-63                  | ミラン                       | 2 - 1                    | ベンフィカ                   | ウェンブリー（ロンドン）                       |
| 1963-64                  | インテル                     | 3 - 1                    | レアル・マドリード           | プラーター（ウィーン）                         |
| 1964-65                  | インテル                     | 1 - 0                    | ベンフィカ                   | サン・シーロ（ミラノ）                         |
| 1965-66                  | レアル・マドリード           | 2 - 1                    | パルチザン・ベオグラード     | ヘイゼル（ブリュッセル）                       |
| 1966-67                  | セルティック                 | 2 - 1                    | インテル                     | ナシオナル（リスボン）                         |
| 1967-68                  | マンチェスター・ユナイテッド | 4 - 1 aet                | ベンフィカ                   | ウェンブリー（ロンドン）                       |
| 1968-69                  | ミラン                       | 4 - 1                    | アヤックス                   | サンティアゴ・ベルナベウ（マドリード）         |
| 1969-70                  | フェイエノールト             | 2 - 1 aet                | セルティック                 | サン・シーロ（ミラノ）                         |
| 1970-71                  | アヤックス                   | 2 - 0                    | パナシナイコス               | ウェンブリー（ロンドン）                       |
| 1971-72                  | アヤックス                   | 2 - 0                    | インテル                     | デ・カイプ（ロッテルダム）                     |
| 1972-73                  | アヤックス                   | 1 - 0                    | ユヴェントス                 | ツルヴェナ・ズヴェズダ（ベオグラード）         |
| 1973-74                  | バイエルン・ミュンヘン       | 1 - 1 aet 4 - 0 R        | アトレティコ・マドリード     | ヘイゼル（ブリュッセル）                       |
| 1974-75                  | バイエルン・ミュンヘン       | 2 - 0                    | リーズ・ユナイテッド         | パルク・デ・プランス（パリ）                   |
| 1975-76                  | バイエルン・ミュンヘン       | 1 - 0                    | サンテティエンヌ             | ハムデン・パーク（グラスゴー）                 |
| 1976-77                  | リヴァプール                 | 3 - 1                    | ボルシアMG                   | オリンピコ（ローマ）                           |
| 1977-78                  | リヴァプール                 | 1 - 0                    | クラブ・ブルッヘ             | ウェンブリー（ロンドン）                       |
| 1978-79                  | ノッティンガム・フォレスト   | 1 - 0                    | マルメ                       | オリンピア（ミュンヘン）                       |
| 1979-80                  | ノッティンガム・フォレスト   | 1 - 0                    | ハンブルガーSV               | サンティアゴ・ベルナベウ（マドリード）         |
| 1980-81                  | リヴァプール                 | 1 - 0                    | レアル・マドリード           | パルク・デ・プランス（パリ）                   |
| 1981-82                  | アストン・ヴィラ             | 1 - 0                    | バイエルン・ミュンヘン       | デ・カイプ（ロッテルダム）                     |
| 1982-83                  | ハンブルガーSV               | 1 - 0                    | ユヴェントス                 | オリンピック（アテネ）                         |
| 1983-84                  | リヴァプール                 | 1 - 1 aet (PK 4 - 2)     | ローマ                       | オリンピコ（ローマ）                           |
| 1984-85                  | ユヴェントス                 | 1 - 0                    | リヴァプール                 | ヘイゼル（ブリュッセル）                       |
| 1985-86                  | ステアウア・ブカレスト       | 0 - 0 aet (PK 2 - 0)     | バルセロナ                   | ラモン・サンチェス・ピスフアン（セビリア）     |
| 1986-87                  | ポルト                       | 2 - 1                    | バイエルン・ミュンヘン       | プラーター（ウィーン）                         |
| 1987-88                  | PSV                          | 0 - 0 aet (PK 6 - 5)     | ベンフィカ                   | ネッカー（シュトゥットガルト）                 |
| 1988-89                  | ミラン                       | 4 - 0                    | ステアウア・ブカレスト       | カンプ・ノウ（バルセロナ）                     |
| 1989-90                  | ミラン                       | 1 - 0                    | ベンフィカ                   | プラーター（ウィーン）                         |
| 1990-91                  | レッドスター・ベオグラード   | 0 - 0 aet (PK 5 - 3)     | オリンピック・マルセイユ     | サン・ニコラ（バーリ）                         |
| 1991-92                  | バルセロナ                   | 1 - 0 aet                | サンプドリア                 | ウェンブリー（ロンドン）                       |
| UEFAチャンピオンズリーグ |                              |                          |                              |                                                |
| 1992-93                  | オリンピック・マルセイユ     | 1 - 0                    | ミラン                       | オリンピア（ミュンヘン）                       |
| 1993-94                  | ミラン                       | 4 - 0                    | バルセロナ                   | オリンピック（アテネ）                         |
| 1994-95                  | アヤックス                   | 1 - 0                    | ミラン                       | エルンスト・ハッペル（ウィーン）               |
| 1995-96                  | ユヴェントス                 | 1 - 1 aet (PK 4 - 2)     | アヤックス                   | オリンピコ（ローマ）                           |
| 1996-97                  | ボルシア・ドルトムント       | 3 - 1                    | ユヴェントス                 | オリンピア（ミュンヘン）                       |
| 1997-98                  | レアル・マドリード           | 1 - 0                    | ユヴェントス                 | アレナ（アムステルダム）                       |
| 1998-99                  | マンチェスター・ユナイテッド | 2 - 1                    | バイエルン・ミュンヘン       | カンプ・ノウ（バルセロナ）                     |
| 1999-00                  | レアル・マドリード           | 3 - 0                    | バレンシア                   | ド・フランス（サン＝ドニ）                     |
| 2000-01                  | バイエルン・ミュンヘン       | 1 - 1 aet (PK 5 - 4)     | バレンシア                   | サン・シーロ（ミラノ）                         |
| 2001-02                  | レアル・マドリード           | 2 - 1                    | バイエル・レバークーゼン     | ハムデン・パーク（グラスゴー）                 |
| 2002-03                  | ミラン                       | 0 - 0 aet (PK 3 - 2)     | ユヴェントス                 | オールド・トラッフォード（マンチェスター）     |
| 2003-04                  | ポルト                       | 3 - 0                    | モナコ                       | アレーナ・アウフシャルケ（ゲルゼンキルヒェン） |
| 2004-05                  | リヴァプール                 | 3 - 3 aet (PK 3 - 2)     | ミラン                       | アタテュルク・オリンピヤト（イスタンブール）   |
| 2005-06                  | バルセロナ                   | 2 - 1                    | アーセナル                   | ド・フランス（サン＝ドニ）                     |
| 2006-07                  | ミラン                       | 2 - 1                    | リヴァプール                 | オリンピック（アテネ）                         |
| 2007-08                  | マンチェスター・ユナイテッド | 1 - 1 aet (PK 6 - 5)     | チェルシー                   | ルジニキ（モスクワ）                           |
| 2008-09                  | バルセロナ                   | 2 - 0                    | マンチェスター・ユナイテッド | オリンピコ（ローマ）                           |
| 2009-10                  | インテル                     | 2 - 0                    | バイエルン・ミュンヘン       | サンティアゴ・ベルナベウ（マドリード）         |
| 2010-11                  | バルセロナ                   | 3 - 1                    | マンチェスター・ユナイテッド | ウェンブリー（ロンドン）                       |
| 2011-12                  | チェルシー                   | 1 - 1 aet (PK 4 - 3)     | バイエルン・ミュンヘン       | フースバル・アレーナ（ミュンヘン）             |
| 2012-13                  | バイエルン・ミュンヘン       | 2 - 1                    | ボルシア・ドルトムント       | ウェンブリー（ロンドン）                       |
| 2013-14                  | レアル・マドリード           | 4 - 1 aet                | アトレティコ・マドリード     | ダ・ルス（リスボン）                           |
| 2014-15                  | バルセロナ                   | 3 - 1                    | ユヴェントス                 | オリンピア（ベルリン）                         |
| 2015-16                  | レアル・マドリード           | 1 - 1 aet (PK 5 - 3)     | アトレティコ・マドリード     | サン・シーロ（ミラノ）                         |
| 2016-17                  | レアル・マドリード           | 4 - 1                    | ユヴェントス                 | ミレニアム（カーディフ）                       |
| 2017-18                  | レアル・マドリード           | 3 - 1                    | リヴァプール                 | オリンピスキ（キーウ）                         |
| 2018-19                  | リヴァプール                 | 2 - 0                    | トッテナム・ホットスパー     | メトロポリターノ（マドリード）                 |
| 2019-20                  | バイエルン・ミュンヘン       | 1 - 0                    | パリ・サンジェルマン         | ダ・ルス（リスボン）                           |
| 2020-21                  | チェルシー                   | 1 - 0                    | マンチェスター・シティ       | ド・ドラゴン（ポルト）                         |
| 2021-22                  | レアル・マドリード           | 1 - 0                    | リヴァプール                 | ド・フランス（サン＝ドニ）                     |
| 2022-23                  | マンチェスター・シティ       | 1 - 0                    | インテル                     | アタテュルク・オリンピヤト（イスタンブール）   |
| 2023-24                  | レアル・マドリード           | 2 - 0                    | ボルシア・ドルトムント       | ウェンブリー（ロンドン）                       |
| 2024-25                  | パリ・サンジェルマン         | 5 - 0                    | インテル                     | フースバル・アレーナ（ミュンヘン）             |
| 2025-26                  |                              | -                        |                              | プシュカーシュ・アレーナ（ブダペスト）         |

## 統計
記録は前身のUEFAチャンピオンズカップ時代も含む。

### クラブ別成績
| クラブ名                     | 優 | 準 | 優勝年度                                                                                 | 準優勝年度                               |
| ---------------------------- | -- | -- | ---------------------------------------------------------------------------------------- | ---------------------------------------- |
| レアル・マドリード           | 15 | 3  | 1956, 1957, 1958, 1959, 1960, 1966, 1998, 2000, 2002, 2014, 2016, 2017, 2018, 2022, 2024 | 1962, 1964, 1981                         |
| ミラン                       | 7  | 4  | 1963, 1969, 1989, 1990, 1994, 2003, 2007                                                 | 1958, 1993, 1995, 2005                   |
| バイエルン・ミュンヘン       | 6  | 5  | 1974, 1975, 1976, 2001, 2013, 2020                                                       | 1982, 1987, 1999, 2010, 2012             |
| リヴァプール                 | 6  | 4  | 1977, 1978, 1981, 1984, 2005, 2019                                                       | 1985, 2007, 2018, 2022                   |
| バルセロナ                   | 5  | 3  | 1992, 2006, 2009, 2011, 2015                                                             | 1961, 1986, 1994                         |
| アヤックス                   | 4  | 2  | 1971, 1972, 1973, 1995                                                                   | 1969, 1996                               |
| インテル                     | 3  | 4  | 1964, 1965, 2010                                                                         | 1967, 1972, 2023, 2025                   |
| マンチェスター・ユナイテッド | 3  | 2  | 1968, 1999, 2008                                                                         | 2009, 2011                               |
| ユヴェントス                 | 2  | 7  | 1985, 1996                                                                               | 1973, 1983, 1997, 1998, 2003, 2015, 2017 |
| ベンフィカ                   | 2  | 5  | 1961, 1962                                                                               | 1963, 1965, 1968, 1988, 1990             |
| チェルシー                   | 2  | 1  | 2012, 2021                                                                               | 2008                                     |
| ノッティンガム・フォレスト   | 2  | 0  | 1979, 1980                                                                               |                                          |
| ポルト                       | 2  | 0  | 1987, 2004                                                                               |                                          |
| ボルシア・ドルトムント       | 1  | 2  | 1997                                                                                     | 2013, 2024                               |
| セルティック                 | 1  | 1  | 1967                                                                                     | 1970                                     |
| ハンブルガーSV               | 1  | 1  | 1983                                                                                     | 1980                                     |
| ステアウア・ブカレスト       | 1  | 1  | 1986                                                                                     | 1989                                     |
| オリンピック・マルセイユ     | 1  | 1  | 1993                                                                                     | 1991                                     |
| マンチェスター・シティ       | 1  | 1  | 2023                                                                                     | 2021                                     |
| パリ・サンジェルマン         | 1  | 1  | 2025                                                                                     | 2020                                     |
| フェイエノールト             | 1  | 0  | 1970                                                                                     |                                          |
| アストン・ヴィラ             | 1  | 0  | 1982                                                                                     |                                          |
| PSV                          | 1  | 0  | 1988                                                                                     |                                          |
| レッドスター・ベオグラード   | 1  | 0  | 1991                                                                                     |                                          |
| アトレティコ・マドリード     | 0  | 3  |                                                                                          | 1974, 2014, 2016                         |
| スタッド・ランス             | 0  | 2  |                                                                                          | 1956, 1959                               |
| バレンシア                   | 0  | 2  |                                                                                          | 2000, 2001                               |
| フィオレンティーナ           | 0  | 1  |                                                                                          | 1957                                     |
| フランクフルト               | 0  | 1  |                                                                                          | 1960                                     |
| パルチザン・ベオグラード     | 0  | 1  |                                                                                          | 1966                                     |
| パナシナイコス               | 0  | 1  |                                                                                          | 1971                                     |
| リーズ・ユナイテッド         | 0  | 1  |                                                                                          | 1975                                     |
| サンテティエンヌ             | 0  | 1  |                                                                                          | 1976                                     |
| ボルシアMG                   | 0  | 1  |                                                                                          | 1977                                     |
| クラブ・ブルッヘ             | 0  | 1  |                                                                                          | 1978                                     |
| マルメ                       | 0  | 1  |                                                                                          | 1979                                     |
| ローマ                       | 0  | 1  |                                                                                          | 1984                                     |
| サンプドリア                 | 0  | 1  |                                                                                          | 1992                                     |
| バイエル・レバークーゼン     | 0  | 1  |                                                                                          | 2002                                     |
| モナコ                       | 0  | 1  |                                                                                          | 2004                                     |
| アーセナル                   | 0  | 1  |                                                                                          | 2006                                     |
| トッテナム・ホットスパー     | 0  | 1  |                                                                                          | 2019                                     |

注：優勝年度及び準優勝年度は、優勝が決定した年を並べている。例えば、1955-56年度王者は1956年としている。

### クラブ所在国別成績
| 国・地域名     | 優 | 準 |
| -------------- | -- | -- |
| スペイン       | 20 | 11 |
| イングランド   | 15 | 11 |
| イタリア       | 12 | 18 |
| ドイツ         | 8  | 11 |
| オランダ       | 6  | 2  |
| ポルトガル     | 4  | 5  |
| フランス       | 2  | 6  |
| スコットランド | 1  | 1  |
| ルーマニア     | 1  | 1  |
| セルビア       | 1  | 1  |
| ギリシャ       | 0  | 1  |
| ベルギー       | 0  | 1  |
| スウェーデン   | 0  | 1  |

### クラブ所在都市別成績
| 国・地域名               | 優 | 準 |
| ------------------------ | -- | -- |
| マドリード               | 15 | 6  |
| ミラノ                   | 10 | 8  |
| ミュンヘン               | 6  | 5  |
| リヴァプール             | 6  | 4  |
| バルセロナ               | 5  | 3  |
| マンチェスター           | 4  | 3  |
| アムステルダム           | 4  | 2  |
| トリノ                   | 2  | 7  |
| リスボン                 | 2  | 5  |
| ロンドン                 | 2  | 3  |
| ノッティンガム           | 2  | 0  |
| ポルト                   | 2  | 0  |
| ドルトムント             | 1  | 2  |
| グラスゴー               | 1  | 1  |
| ハンブルク               | 1  | 1  |
| ブカレスト               | 1  | 1  |
| ベオグラード             | 1  | 1  |
| マルセイユ               | 1  | 1  |
| パリ                     | 1  | 1  |
| ロッテルダム             | 1  | 0  |
| バーミンガム             | 1  | 0  |
| アイントホーフェン       | 1  | 0  |
| ランス                   | 0  | 2  |
| バレンシア               | 0  | 2  |
| フィレンツェ             | 0  | 1  |
| フランクフルト           | 0  | 1  |
| アテネ                   | 0  | 1  |
| リーズ                   | 0  | 1  |
| サン＝テティエンヌ       | 0  | 1  |
| メンヒェングラートバッハ | 0  | 1  |
| ブルッヘ                 | 0  | 1  |
| マルメ                   | 0  | 1  |
| ローマ                   | 0  | 1  |
| ジェノヴァ               | 0  | 1  |
| レーヴァークーゼン       | 0  | 1  |
| モナコ                   | 0  | 1  |

### 大会連覇記録
| クラブ名                   | 数 | 達成年                       |
| -------------------------- | -- | ---------------------------- |
| レアル・マドリード         | 5  | 1956, 1957, 1958, 1959, 1960 |
| アヤックス                 | 3  | 1971, 1972, 1973             |
| バイエルン・ミュンヘン     | 3  | 1974, 1975, 1976             |
| レアル・マドリード         | 3  | 2016, 2017, 2018             |
| ベンフィカ                 | 2  | 1961, 1962                   |
| インテル                   | 2  | 1964, 1965                   |
| リヴァプール               | 2  | 1977, 1978                   |
| ノッティンガム・フォレスト | 2  | 1979, 1980                   |
| ミラン                     | 2  | 1989, 1990                   |

注：優勝年度は、優勝が決定した年を並べている。例えば、1955-56年度王者は1956年としている。

## 個人成績

### 出場数ランキング
2025年5月31日時点 。
現在も欧州で活躍している選手は太字で表記。以下の表には予選の出場は含まれていない。
| # | 選手                       | 出場 | 期間      | 所属クラブ（出場数）                                                           |
| - | -------------------------- | ---- | --------- | ------------------------------------------------------------------------------ |
| 1 | クリスティアーノ・ロナウド | 183  | 2003–2022 | マンチェスター・ユナイテッド (59), レアル・マドリード (101), ユヴェントス (23) |
| 2 | イケル・カシージャス       | 177  | 1999–2019 | レアル・マドリード (150), ポルト (27)                                          |
| 3 | リオネル・メッシ           | 163  | 2004–2023 | バルセロナ (149), パリ・サンジェルマン (14)                                    |
| 3 | トーマス・ミュラー         | 163  | 2009–     | バイエルン・ミュンヘン                                                         |
| 5 | カリム・ベンゼマ           | 152  | 2005–2023 | オリンピック・リヨン (19), レアル・マドリード (133)                            |
| 6 | シャビ・エルナンデス       | 151  | 1998–2015 | バルセロナ                                                                     |
| 6 | トニ・クロース             | 151  | 2008–2024 | バイエルン・ミュンヘン (41), レアル・マドリード (110)                          |
| 8 | マヌエル・ノイアー         | 150  | 2007–     | シャルケ04 (22), バイエルン・ミュンヘン (128)                                  |
| 9 | ラウル・ゴンサレス         | 142  | 1995–2011 | レアル・マドリード (130), シャルケ04 (12)                                      |
| 9 | セルヒオ・ラモス           | 142  | 2005–2023 | レアル・マドリード (129), パリ・サンジェルマン (8), セビージャ (5)             |
| 9 | ルカ・モドリッチ           | 142  | 2010–     | トッテナム・ホットスパー (8), レアル・マドリード (134)                         |

### 得点数ランキング
2025年5月31日時点 。
現在も欧州で活躍している選手は太字で表記。以下の表には予選の得点は含まれていない。
| #  | 選手                           | 得点 | 出場 | 得点率 | 期間      | 所属クラブ（得点/出場）                                                                        |
| -- | ------------------------------ | ---- | ---- | ------ | --------- | ---------------------------------------------------------------------------------------------- |
| 1  | クリスティアーノ・ロナウド     | 140  | 183  | 0.77   | 2003–2022 | マンチェスター・ユナイテッド (21/59), レアル・マドリード (105/101), ユヴェントス (14/23)       |
| 2  | リオネル・メッシ               | 129  | 163  | 0.79   | 2005–2023 | バルセロナ (120/149), パリ・サンジェルマン (9/14)                                              |
| 3  | ロベルト・レヴァンドフスキ     | 105  | 133  | 0.79   | 2011–     | ボルシア・ドルトムント (17/28), バイエルン・ミュンヘン (69/78), バルセロナ (19/27)             |
| 4  | カリム・ベンゼマ               | 90   | 152  | 0.59   | 2005–2023 | オリンピック・リヨン (12/19), レアル・マドリード (78/133)                                      |
| 5  | ラウル・ゴンサレス             | 71   | 142  | 0.50   | 1995–2011 | レアル・マドリード (66/130), シャルケ04 (5/12)                                                 |
| 6  | トーマス・ミュラー             | 57   | 163  | 0.35   | 2009–     | バイエルン・ミュンヘン                                                                         |
| 7  | ルート・ファン・ニステルローイ | 56   | 73   | 0.77   | 1998–2009 | PSV (8/11), マンチェスター・ユナイテッド (35/43), レアル・マドリード (13/19)                   |
| 8  | キリアン・エムバペ             | 55   | 87   | 0.64   | 2016–     | モナコ (6/9), パリ・サンジェルマン (42/64), レアル・マドリード (7/14)                          |
| 9  | ティエリ・アンリ               | 50   | 112  | 0.45   | 1997–2012 | モナコ (7/9), アーセナル (35/77), バルセロナ (8/26)                                            |
| 10 | アーリング・ハーランド         | 49   | 48   | 1.02   | 2019–     | レッドブル・ザルツブルク (8/6), ボルシア・ドルトムント (15/13), マンチェスター・シティ (26/29) |
| 10 | アルフレッド・ディ・ステファノ | 49   | 58   | 0.84   | 1955–1964 | レアル・マドリード                                                                             |

### 選手
選手として最多6度の優勝経験があるのは5人。
- フランシスコ・ヘント：レアル・マドリード (1956, 1957, 1958, 1959, 1960, 1966)
- トニ・クロース：バイエルン・ミュンヘン (2013), レアル・マドリード (2016, 2017, 2018, 2022, 2024)
- ダニ・カルバハル：レアル・マドリード (2014, 2016, 2017, 2018, 2022, 2024)
- ルカ・モドリッチ：レアル・マドリード (2014, 2016, 2017, 2018, 2022, 2024)
- ナチョ・フェルナンデス：レアル・マドリード (2014, 2016, 2017, 2018, 2022, 2024)

3つの異なるクラブで優勝経験があるのは1人。
- クラレンス・セードルフ：アヤックス (1995), レアル・マドリード (1998), ミラン (2003, 2007)

最多8度の決勝戦出場経験があるのは2人。
- フランシスコ・ヘント：レアル・マドリード (1956, 1957, 1958, 1959, 1960, 1962, 1964, 1966)
- パオロ・マルディーニ：ミラン (1989, 1990, 1993, 1994, 1995, 2003, 2005, 2007)

### 監督
監督として最多となる5度の優勝経験があるのは1人。
- カルロ・アンチェロッティ：ミラン (2003, 2007), レアル・マドリード (2014, 2022, 2024)

監督として3度の優勝経験があるのは3人。
- ボブ・ペイズリー：リヴァプール (1977, 1978, 1981)
- ジネディーヌ・ジダン：レアル・マドリード (2016, 2017, 2018)
- ジョゼップ・グアルディオラ：バルセロナ (2008, 2011), マンチェスター・シティ (2023)

監督として最多6度の決勝進出経験があるのは1人。
- カルロ・アンチェロッティ：ミラン (2003, 2005, 2007), レアル・マドリード (2014, 2022, 2024)

監督として4度の決勝進出経験があるのは5人。
- ミゲル・ムニョス：レアル・マドリード (1960, 1962, 1964, 1966)
- マルチェロ・リッピ：ユヴェントス (1996, 1997, 1998, 2003)
- アレックス・ファーガソン：マンチェスター・ユナイテッド (1999, 2008, 2009, 2011)
- ユルゲン・クロップ：ボルシア・ドルトムント (2013), リヴァプール (2018, 2019, 2022)
- ジョゼップ・グアルディオラ：バルセロナ (2008, 2011), マンチェスター・シティ (2021, 2023)

選手・監督の両方で優勝経験があるのは7人。
- ミゲル・ムニョス：選手 (1956, 1957), 監督 (1960, 1966)
- カルロ・アンチェロッティ：選手 (1989, 1990), 監督 (2003, 2007, 2014, 2022, 2024)
- ジョゼップ・グアルディオラ：選手 (1992), 監督 (2009, 2011, 2023)
- ジョバンニ・トラパットーニ：選手 (1963, 1969), 監督 (1985)
- ヨハン・クライフ：選手 (1971, 1972, 1973) 監督 (1992)
- フランク・ライカールト：選手 (1989, 1990, 1995), 監督 (2006)
- ジネディーヌ・ジダン：選手 (2002), 監督 (2016, 2017, 2018)

監督として2つのクラブで優勝経験があるのは7人。
- エルンスト・ハッペル：フェイエノールト (1970), ハンブルガーSV (1983)
- オットマー・ヒッツフェルト：ボルシア・ドルトムント (1997), バイエルン・ミュンヘン (2001)
- ジョゼ・モウリーニョ：ポルト (2004), インテルナツィオナーレ・ミラノ (2010)
- ユップ・ハインケス：レアル・マドリード (1998), バイエルン・ミュンヘン (2013)
- カルロ・アンチェロッティ：ミラン (2003, 2007), レアル・マドリード (2014, 2022, 2024)
- ジョゼップ・グアルディオラ：バルセロナ (2008, 2011), マンチェスター・シティ (2023)
- ルイス・エンリケ：バルセロナ (2015), パリ・サンジェルマン (2025)

## スポンサー
以下は2024/25現在のもの。UEFAスーパーカップやUEFAフットサルチャンピオンズリーグ、UEFAユースリーグのスポンサーも兼任する。
- オフィシャルスポンサー
  - ハイネケン（2004-05までは傘下のアムステルビール[注 5]とBuckler）[21]
  - ソニー・インタラクティブエンタテインメント（PlayStation）
  - ペプシコ（ペプシ、ゲータレード、レイズ[注 6]）
  - フェデックス
  - マスターカード（2002年まではEurocard）
  - クリプト・ドットコム
  - Bet365[注 7]
  - ジャストイート・テイクアウェイドットコム
  - カタール航空
- オフィシャルサプライヤーパートナー
  - アディダス
- オフィシャル強化製品/サービスパートナー
  - エレクトロニック・アーツ
  - Topps
  - OPPO
  - JingDong[22]
- オフィシャルタイムキーパー
  - ウブロ

## 備考

### 試合球
2002-03年大会以降はアディダスの「フィナーレ」（en:Adidas Finale）が使用されている。公式ロゴの「スターボール」同様に表面に星をデザインした模様がプリントされ、その配色は大会ごとに変えられる。

### ユニフォーム
大会に出場する全チームには、星をイメージした大会公式球がモチーフのロゴ（通称：スターボール）のバッジとUEFA財団（UEFA Foundation for Children）のバッジが右袖につけられる。なお前回優勝クラブだけは別で、銀地の円形に優勝トロフィーのシルエットが描かれたバッジが付けられるほか、昨季UEL優勝チームはスターボールロゴの周りに「UEFA EUROPA LEAGUE 20×× WINNERS」のバッジが付けられる。
またクラブによって、選手は各国リーグ戦で用いているユニフォームとはスポンサーやデザインが異なった欧州カップ戦用ユニフォームを着用することがある。例えばバイエルン・ミュンヘンは、リーグ戦のユニフォームは赤であるが、チャンピオンズリーグではサードユニフォームがホームとして着用されることがある。
2021-22シーズン現在は右袖のみ、スターボールロゴに優勝回数が表記されたものが存在する。このバッジを付けることができるのは、後述のビッグイヤーの永久保持を認められたチームのみである。さらに2021-22シーズンからは左袖部分にスポンサーロゴの掲示が解禁された。

### 優勝カップ「ビッグイヤー」
優勝カップはビッグイヤーと呼ばれる。優勝トロフィーの把手の形が大きく耳の形に似ていることからついたものである。現在のトロフィーは高さ73.5cm、重さ8.5kgである。初代から数えて7代目であり、現在のデザインになってからは6代目である。2006年に製作された。
それまでのトロフィーは小ぶりなものだったが1967年、5連覇を果たしたレアル マドリードにオリジナルのトロフィーが渡されたのをきっかけに、当時のUEFA事務局長ハンス・バンゲルターがデザインを一新することを決めた。現在のデザインはベルンの鋳物職人、ユルグ・シュタデルマンが本体の鋳物作業を行い、彫刻家のフレッド・ベニンガーが仕上げを施して完成させた。製作には340時間掛かった。3連覇もしくは5回の優勝で永久保持が許されていたが、2008ｰ09シーズン以降はトロフィーの所有権は永久にUEFAが保有するため、この「永久保持」「新しく作り直される」ことはなくなった。
永久保持が認められたクラブ:
- レアル・マドリード（優勝15回、5連覇）
- アヤックス （3連覇）
- バイエルン・ミュンヘン（優勝6回、3連覇）
- ミラン（優勝7回）
- リヴァプール（優勝6回）

永久保持の条件を満たしているが永久保持はしていないクラブ:
- バルセロナ（優勝5回）

※2015年に通算5回目の優勝を果たしたが、前述の通り2009年以降はトロフィーは常にUEFAの管理下にあるため永久保持はしていない。

### 大会アンセム
大会がUEFAチャンピオンズリーグに変更された1992年以降はテーマ曲「UEFAチャンピオンズリーグ賛歌（UEFA Champions League Anthem）」が使われている。ヘンデルの「司祭ザドク（Zadok the priest）」のメロディをベースに、イギリス人トニー・ブリテンが作詞とアレンジを加え創り上げた。
ロイヤル・フィルハーモニー管弦楽団の演奏、アカデミー室内管弦楽団附属の合唱団の合唱をレコーディングしたものが試合開始前や、テレビ中継開始時やハーフタイムのCMに移り変わる時、終了時に流される。
UEFAの公式言語である英語、ドイツ語、フランス語によって、荘厳と熱狂とを併せ持って歌われるサビは、そのシンプルながら美しいメロディとも相まって、これから始まる試合に対する選手やファンの興奮と期待をかき立てるのに一役買っている。なお、本賛歌のオリジナルバージョンは、二つの短いヴァースとコーラスからなる3分程の曲であるが、商業ベース（CD等）でリリースされたことは今まで無い。試合開始前やテレビ中継において流されるのは、後半の「Ils sont les meilleurs…」以下のコーラス部分をアレンジしたものである。
Ils sont les meilleurs（フランス語：彼らは最高だ）

Sie sind die Besten（ドイツ語：彼らは最高だ）

These are the champions（英語：彼らがチャンピオンだ）
Die Meister（ドイツ語：道を極めし者）

Die Besten（ドイツ語：最高の者）

Les Grandes Equipes（フランス語：偉大なチーム）

The Champions（英語：それがチャンピオン）

### ビデオゲーム
2009年から2018年までコナミデジタルエンタテインメントと独占契約を結び、同社発売のサッカーゲーム「ウイニングイレブン」（海外版はPro Evolution Soccer）シリーズにチャンピオンズリーグが搭載されていた。2018年からはエレクトロニック・アーツと契約を結び、FIFA 19にチャンピオンズリーグで遊べるモードが搭載された。

## テレビ中継
チャンピオンズリーグの中継映像はUEFAが統括した上で、試合ごとのホスト局が中心となって制作される。これらの中継におけるスケジュールはフォーマット化されており、放映権を持つテレビ局に配信される。ホスト局は海外メディアが現地中継を行うための放送席用の機材の準備なども担当する。また、放映権を持つテレビ局はミックスゾーンでの選手インタビューを行うことができる。

### 日本での放送
優勝チームはトヨタカップの出場権を獲得することもあって、かつては決勝のみ日本テレビで放送されていた。本格的に放送されるようになったのは、スポーツ・アイ ESPN（J sports 3の前身）で1996-97シーズンより。翌1997-98シーズンよりWOWOWが放映権を獲得した。BSデジタル放送開始から、各節最大4試合生中継（アナログでは2試合生中継、2試合録画中継）、木曜の夜に1試合録画中継したが、それ以外の試合は中断期間まで待つ必要があった。
地上波では、TBSが放映権を獲得。毎節最大2試合放送したが、全国放送ではなく、ローカルセールス枠での扱いであり後番組の時間変更ができなかったため、決勝戦でも延長・PK戦となった場合（2度）は途中で放送を打ち切らざるを得なかった。WOWOWとの契約最終年だった2003年4月にスカパー!（現・スカパーJSAT）、J SKY SPORTS（現・J SPORTS）、フジテレビの3社が放映権獲得を発表した。
2003-04シーズンより、スカパー!ではパーフェクト・チョイス（現スカチャン）、J SPORTSで毎節8試合以上生中継を行い、決勝トーナメント以降は全試合生中継となった。録画中継となった試合でも最長で24時間以内に放送されている。スカイパーフェクTV!110（現・スカパー!e2）ではJ SPORTSで放送される試合以外視聴できなかったが、2004-05シーズン途中よりスカチャン!110（現・スカチャン）で放送開始。2006-07シーズンからはスカチャン!ハイビジョン（現・スカチャンHD800）、2007-08シーズンからはJ sports 4（ハイビジョン）でハイビジョン放送が開始されている。
2006-07シーズンより、スカパーが単独で放映権を獲得、J SPORTS、フジテレビへはサブライセンスを行う形となった。スカパー!は全試合中継を実施し（予選はプレーオフのみ一部をセレクトして放送。予選リーグは1日に8試合行われるうち、J SPORTSとあわせて6試合程度生中継し、残り試合は録画中継する。決勝リーグは全試合生中継）、J SPORTSとフジテレビは一部をセレクトして放送。なお、J SPORTSの放送は、2014-15シーズンをもって終了した。
フジテレビでも2017-2018シーズンまではこれまで毎節1試合の放送に加え、決勝戦を全国ネットで試合終了まで中継していた（決勝戦はネットセールス枠扱いであり、試合が延長・PK戦になった場合めざましテレビの放送時間を短縮・ずらしをして行う場合があった）。またマガジンプログラムやダイジェストを関東地区限定で放送。
2018-19シーズンから、スポーツのライブストリーミングサービスDAZNが、2020-21シーズンまでの3シーズンにおいて、独占放映権を獲得し、マガジンプログラムやハイライトなどのUCL関連番組の配信も含め、予選プレーオフから決勝戦までの全試合を、完全独占でライブ配信することが決定していた。
2020-21シーズンはシーズン開幕前にBloombergがUCLの新型コロナウィルス感染拡大に伴う、開催スケジュールの大幅変更を理由にアジアでの放映撤退模索が報じられ、その後、シーズン開始となったが結果的にユーザー向けのプレスリリースを行わず、朝日新聞の取材により契約最終年となる2020-21シーズンを残し事実上の打ち切りとなった。また、代替として、UEFAの公式動画配信サービスである「UEFA.tv」にて、グループステージの中から最大2試合の無料生配信を行うことになった。但し、日本を含めたアジア地域でUEFAチャンピオンズリーグを視聴することは、事実上不可能となっていた。
しかし、半年後の2021年1月14日、DAZNとの放映権解除以後にWOWOWがUEFAとコンタクトが取れた事により放映権獲得交渉が進み、2020-21シーズンの決勝トーナメント全29試合を独占生中継・ライブ配信の実施を発表し、日本でのUEFAチャンピオンズリーグ中継が約半年ぶりに復活することになった。WOWOWでの放送は2002-03シーズン以来18シーズンぶりとなる。また、決勝トーナメントの開幕後にはその週に行われた試合の模様を振り返るWOWOWオリジナルダイジェスト番組『チャンピオンズリーグダイジェスト!』の放送も決定した。
翌2021-22シーズン以降もWOWOWが引き続きグループステージから決勝戦までの全試合独占放送＆配信を継続しており、2024-25シーズンからはWOWOWオンデマンド限定でリーグフェーズの一部試合をPPVで販売しているほか、全国のイオンシネマでも主に準決勝・決勝戦のライブビューイングを2023-24決勝戦より実施している（一部劇場を除く）。
日本テレビでは2009-10シーズンから2017-2018シーズンまでは、関東地区限定でダイジェスト番組が放送されていたが、2019-20シーズンはDAZNの協力のもと、BS日テレでグループステージから決勝戦までの注目カードを「セレクトマッチ」と題して土曜の夜に録画で放送。また、毎週日曜にはUCLのみどころや展望、注目チームを紹介する『Weekly Show』を放送していた。